# Bamba Dieng
Pour les articles homonymes, voir Dieng.
Bamba Dieng, né le 23 mars 2000 à Pikine au Sénégal, est un footballeur international sénégalais qui évolue au poste d'avant-centre au FC Lorient.

## Biographie

### Débuts au Sénégal
Natif de Pikine, à 30 km à l'Est de Dakar, Bamba Dieng commence le football à l'ASC Sonacos de Diourbel en 2010. Après avoir passé avec succès le test d'entrée, il rejoint en 2014 l'Institut Diambars. Il fait ses classes au sein de ce centre de formation au Sénégal pendant cinq années.

### Carrière en club

#### Diambars (2017-2020)
Dieng signe son premier contrat en 2017, à 17 ans. Il reste toutefois une saison entière sans jouer à cause d'une blessure. Il débute finalement en deuxième division lors de la saison 2018-2019. Vice-champion, l'équipe est promue en première division à l'issue de la saison.
Bamba Dieng fait des débuts marquants en première division, en marquant douze buts lors de ses quatorze premiers matchs. Il termine ainsi meilleur buteur de première division sénégalaise lors de la saison 2019-2020 interrompue par le Covid-19.

#### Olympique de Marseille (2020-2023)
Profitant d'un nouveau partenariat signé entre Diambars et l'Olympique de Marseille, Bamba Dieng y effectue un essai en août 2020 et s'engage avec l'OM le 5 octobre 2020 sous la forme d'un prêt avec une option d'achat,. À ses débuts dans la cité phocéenne, Bamba Dieng doit faire ses preuves avec l'équipe réserve en National 2. Le directeur du centre de formation, Nasser Larguet est rapidement séduit par les qualités du Sénégalais.
Début février 2021, après le départ d'André Villas-Boas, Nasser Larguet reprend l'équipe professionnelle et fait appel à Dieng. Le jeune joueur fait ses débuts avec l'OM le 10 février 2021 en Coupe de France contre l'AJ Auxerre. Entré à la 81e minute, il marque le second but dans les arrêts de jeu (2-0). Il joue son premier match en Ligue 1 le 14 février 2021, lors d'un match nul et vierge en déplacement chez les Girondins de Bordeaux. Il est titularisé le match suivant contre l'OGC Nice. En fin de saison, l'option d'achat d'un montant de 400 000 € est levée par l'OM.
Durant l'été 2021, le président marseillais Pablo Longoria ne parvient pas à recruter d'attaquant et le Sénégalais devient la doublure d’Arkadiusz Milik. Le 11 septembre 2021, lors de la cinquième journée de Ligue 1, Dieng inscrit un doublé et ses deux premiers buts en L1 contre l’AS Monaco lors d'une victoire deux buts à zéro. Lors de la sixième journée, il est également titulaire dans l’attaque marseillaise à domicile contre le Stade rennais. Dieng ouvre le score sur un centre de Pol Lirola venu de la droite (2-0) et fait alors partie des meilleurs buteurs du championnat. Il est alors convoqué pour la première fois en équipe du Sénégal.
Selon plusieurs témoins, il est victime de cris racistes lors du match face à la Lazio Rome, le 21 octobre 2021.

#### FC Lorient (2023-)
Le 28 janvier 2023, il s'engage avec le FC Lorient, jusqu'en 2025 plus deux années supplémentaires en option. Il marque son premier but le 19 février sur penalty lors d'une victoire trois buts à zéro contre l'AC Ajaccio. La saison suivante, pour sa première saison complète au club, le FC Lorient termine avant-dernier et est relégué en Ligue 2.
Le 30 août 2024, Bamba Dieng est prêté chez le fraîchement promu Angers SCO jusqu'en 2025.

### Carrière internationale
En 2016, Bamba Dieng est retenu avec l'équipe du Sénégal des moins de 17 ans, marquant lors des éliminatoires de la Coupe d'Afrique des nations des moins de 17 ans 2017 contre la Guinée.
Fin septembre 2021, Dieng est convoqué pour la première fois en équipe du Sénégal  par le sélectionneur Aliou Cissé, pour affronter la Namibie le mois suivant. Le 24 décembre, il figure, tout comme son coéquipier en club Pape Gueye, dans la liste des joueurs sélectionnés pour la Coupe d'Afrique des Nations.
Il inscrit son premier but avec Les Lions de la Teranga lors du huitièmes de finale contre le Cap-Vert (2-0), inscrivant le deuxième but en fin de match et scellant la qualification de son équipe.
En finale, il rentre en cours de jeu et se montre dangereux à plusieurs reprises, avant d'inscrire le quatrième tir au but d'une séance victorieuse contre l'Égypte, remportant son premier titre majeur en sélection nationale.
Le 11 novembre 2022, il est sélectionné par Aliou Cissé pour participer à la Coupe du monde 2022.
Le 25 novembre 2022, il inscrit son premier but en Coupe du monde avec le Sénégal, contre le Qatar,.
Initialement absent de la liste des vingt-sept joueurs sénégalais sélectionnés par Aliou Cissé pour disputer la Coupe d'Afrique des nations 2023, Bamba Dieng est rappelé pour remplacer Boulaye Dia, blessé,.

## Statistiques

### Statistiques détaillées
| Saison                | Club                          | Championnat           | Championnat | Championnat | Championnat | Coupe(s) nationale(s) | Coupe(s) nationale(s) | Coupe(s) nationale(s) | Compétition(s) continentale(s) | Compétition(s) continentale(s) | Compétition(s) continentale(s) | Compétition(s) continentale(s) | Total | Total | Total |
| Saison                | Club                          | Division              | M.          | B.          | P.d.        | M.                    | B.                    | P.d.                  | Comp.                          | M.                             | B.                             | P.d.                           | M.    | B.    | P.d.  |
| 2019-2020             | Diambars FC                   | Ligue 1               | 14          | 12          | 0           | -                     | -                     | -                     | -                              | -                              | -                              | -                              | 14    | 12    | 0     |
| 2020-2021             | Olympique de Marseille (prêt) | Ligue 1               | 5           | 0           | 0           | 1                     | 1                     | 0                     | C1                             | -                              | -                              | -                              | 6     | 1     | 0     |
| 2021-2022             | Olympique de Marseille        | Ligue 1               | 25          | 7           | 1           | 1                     | 0                     | 0                     | C3+C4                          | 5+5                            | 0+1                            | 0+0                            | 36    | 8     | 1     |
| 2022-2023             | Olympique de Marseille        | Ligue 1               | 10          | 1           | 0           | 2                     | 1                     | 0                     | C1                             | -                              | -                              | -                              | 12    | 2     | 0     |
| Sous-total            | Sous-total                    | Sous-total            | 40          | 8           | 1           | 4                     | 2                     | 0                     | -                              | 10                             | 1                              | 0                              | 54    | 11    | 1     |
| 2022-2023             | FC Lorient                    | Ligue 1               | 15          | 3           | 1           | 1                     | 0                     | 0                     | -                              | -                              | -                              | -                              | 16    | 3     | 1     |
| 2023-2024             | FC Lorient                    | Ligue 1               | 16          | 4           | 1           | 1                     | 0                     | 0                     | -                              | -                              | -                              | -                              | 17    | 4     | 1     |
| 2024-2025             | FC Lorient                    | Ligue 2               | 2           | 1           | 0           | -                     | -                     | -                     | -                              | -                              | -                              | -                              | 2     | 1     | 0     |
| Sous-total            | Sous-total                    | Sous-total            | 33          | 8           | 2           | 2                     | 0                     | 0                     | -                              | -                              | -                              | -                              | 35    | 8     | 2     |
| 2024-2025             | Angers SCO (prêt)             | Ligue 1               | 18          | 3           | 0           | 2                     | 2                     | 1                     | -                              | -                              | -                              | -                              | 20    | 5     | 1     |
| Total sur la carrière | Total sur la carrière         | Total sur la carrière | 105         | 31          | 3           | 8                     | 4                     | 1                     | -                              | 10                             | 1                              | 0                              | 123   | 36    | 4     |

### En sélection nationale
| Saison                | Sélection             | Phases finales        | Phases finales | Phases finales | Phases finales | Éliminatoires | Éliminatoires | Éliminatoires | Matchs amicaux | Matchs amicaux | Matchs amicaux | Total | Total | Total |
| Saison                | Sélection             | Compétition           | M              | B              | Pd             | M             | B             | Pd            | M              | B              | Pd             | M     | B     | Pd    |
| --------------------- | --------------------- | --------------------- | -------------- | -------------- | -------------- | ------------- | ------------- | ------------- | -------------- | -------------- | -------------- | ----- | ----- | ----- |
| 2021-2022             | Sénégal               | CAN 2021              | 5              | 1              | 0              | 6             | 0             | 1             | -              | -              | -              | 11    | 1     | 1     |
| 2022-2023             | Sénégal               | Coupe du monde 2022   | 4              | 1              | 0              | 1             | 0             | 1             | 2              | 0              | 0              | 7     | 1     | 1     |
| 2023-2024             | Sénégal               | CAN 2023              | 1              | 0              | 0              | -             | -             | -             | 1              | 0              | 0              | 2     | 0     | 0     |
| Total sur la carrière | Total sur la carrière | Total sur la carrière | 10             | 2              | 0              | 7             | 0             | 2             | 3              | 0              | 0              | 20    | 2     | 2     |

### Liste des matchs internationaux
| Matchs internationaux de Bamba Dieng | Matchs internationaux de Bamba Dieng | Matchs internationaux de Bamba Dieng                   | Matchs internationaux de Bamba Dieng | Matchs internationaux de Bamba Dieng | Matchs internationaux de Bamba Dieng    | Matchs internationaux de Bamba Dieng                              |
|                                      | Date                                 | Lieu                                                   | Adversaire                           | Résultats                            | Compétitions                            | Notes                                                             |
| ------------------------------------ | ------------------------------------ | ------------------------------------------------------ | ------------------------------------ | ------------------------------------ | --------------------------------------- | ----------------------------------------------------------------- |
| 1.                                   | 9 octobre 2021                       | Stade Lat-Dior, Thiès, Sénégal                         | Namibie                              | 4 - 1                                | Éliminatoires de la Coupe du monde 2022 | Rentre en jeu à la 89e minute à la place de Ismaïla Sarr.         |
| 2.                                   | 12 octobre 2021                      | Orlando Stadium, Soweto, Afrique du Sud                | Namibie                              | 1 - 3                                | Éliminatoires de la Coupe du monde 2022 | Rentre en jeu à la 68e minute à la place de Keita Baldé.          |
| 3.                                   | 11 novembre 2021                     | Stade de Kégué, Lomé, Togo                             | Togo                                 | 1 - 1                                | Éliminatoires de la Coupe du monde 2022 | Rentre en jeu à la 70e minute à la place de Famara Diédhiou.      |
| 4.                                   | 14 novembre 2021                     | Stade Lat-Dior, Thiès, Sénégal                         | Congo                                | 2 - 0                                | Éliminatoires de la Coupe du monde 2022 | Rentre en jeu à la 59e minute à la place de Boulaye Dia.          |
| 5.                                   | 18 janvier 2022                      | Stade omnisports de Bafoussam, Bafoussam, Cameroun     | Malawi                               | 0 - 0                                | CAN 2021                                | Rentre en jeu à la 60e minute à la place de Habib Diallo.         |
| 6.                                   | 25 janvier 2022                      | Stade omnisports de Bafoussam, Bafoussam, Cameroun     | Cap-Vert                             | 2 - 0                                | CAN 2021                                | Rentre en jeu à la 70e minute à la place de Sadio Mané.           |
| 7.                                   | 30 janvier 2022                      | Stade Ahmadou-Ahidjo, Yaoundé, Cameroun                | Guinée équatoriale                   | 3 - 1                                | CAN 2021                                | Rentre en jeu à la 65e minute à la place de Famara Diédhiou.      |
| 8.                                   | 2 février 2022                       | Stade Ahmadou-Ahidjo, Yaoundé, Cameroun                | Burkina Faso                         | 1 - 3                                | CAN 2021                                | Titulaire et remplacé par Pape Matar Sarr à la 77e minute de jeu. |
| 9.                                   | 6 février 2022                       | Stade de football d'Olembe, Yaoundé, Cameroun          | Égypte                               | 0 - 0 (4-2)                          | CAN 2021                                | Rentre en jeu à la 77e minute à la place de Famara Diédhiou.      |
| 10.                                  | 25 mars 2022                         | Stade international du Caire, Le Caire, Égypte         | Égypte                               | 1 - 0                                | Éliminatoires de la Coupe du monde 2022 | Rentre en jeu à la 62e minute à la place de Famara Diédhiou.      |
| 11.                                  | 29 mars 2022                         | Stade Abdoulaye-Wade, Diamniadio, Sénégal              | Égypte                               | 1 - 0 (3-1)                          | Éliminatoires de la Coupe du monde 2022 | Rentre en jeu à la 68e minute à la place de Bouna Sarr.           |
| 12.                                  | 24 septembre 2022                    | Stade de la Source, Orléans, France                    | Bolivie                              | 0 - 2                                | Match amical                            | Rentre en jeu à la 64e minute à la place de Boulaye Dia.          |
| 13.                                  | 27 septembre 2022                    | BSFZ-Arena, Maria Enzersdorf, Autriche                 | Iran                                 | 1 - 1                                | Match amical                            | Rentre en jeu à la 76e minute à la place de Krépin Diatta.        |
| 14.                                  | 21 novembre 2022                     | Stade Al-Thumama, Doha, Qatar                          | Pays-Bas                             | 0 - 2                                | Coupe du monde 2022                     | Rentre en jeu à la 69e minute à la place de Boulaye Dia.          |
| 15.                                  | 25 novembre 2022                     | Stade Al-Thumama, Doha, Qatar                          | Qatar                                | 1 - 3                                | Coupe du monde 2022                     | Rentre en jeu à la 74e minute à la place de Famara Diédhiou.      |
| 16.                                  | 29 novembre 2022                     | Stade international de Khalifa, Doha, Qatar            | Équateur                             | 1 - 2                                | Coupe du monde 2022                     | Rentre en jeu à la 75e minute à la place de Iliman Ndiaye.        |
| 17.                                  | 4 décembre 2022                      | Stade Al-Bayt, Al-Khor, Qatar                          | Angleterre                           | 3 - 0                                | Coupe du monde 2022                     | Rentre en jeu à la 46e minute à la place de Iliman Ndiaye.        |
| 18.                                  | 24 mars 2023                         | Stade Abdoulaye-Wade, Diamniadio, Sénégal              | Mozambique                           | 5 - 1                                | Éliminatoires de la CAN 2023            | Rentre en jeu à la 76e minute à la place de Iliman Ndiaye.        |
| 19.                                  | 29 janvier 2024                      | Stade Charles-Konan-Banny, Yamoussoukro, Côte d'Ivoire | Côte d'Ivoire                        | 1 - 1 (4-5)                          | CAN 2023                                | Rentre en jeu à la 118e minute à la place de Abdou Diallo.        |
| 20.                                  | 22 mars 2024                         | Stade de la Licorne, Amiens, France                    | Gabon                                | 3 - 0                                | Match amical                            | Titulaire et remplacé par Habib Diallo à la 64e minute de jeu.    |

### Buts internationaux
| Buts internationaux de Bamba Dieng | Buts internationaux de Bamba Dieng | Buts internationaux de Bamba Dieng                 | Buts internationaux de Bamba Dieng | Buts internationaux de Bamba Dieng | Buts internationaux de Bamba Dieng | Buts internationaux de Bamba Dieng |
|                                    | Date                               | Lieu                                               | Adversaire                         | Score                              | Résultats                          | Compétitions                       |
| ---------------------------------- | ---------------------------------- | -------------------------------------------------- | ---------------------------------- | ---------------------------------- | ---------------------------------- | ---------------------------------- |
| 1                                  | 25 janvier 2022                    | Stade omnisports de Bafoussam, Bafoussam, Cameroun | Cap-Vert                           | 2 - 0                              | 2 - 0                              | CAN 2021                           |
| 2                                  | 25 novembre 2022                   | Stade Al-Thumama, Doha, Qatar                      | Qatar                              | 1 - 3                              | 1 - 3                              | Coupe du monde 2022                |

## Palmarès

### En club
Avec l'Olympique de Marseille, Bamba Dieng est vice-champion de France en 2022.

### En sélection nationale
Avec l'équipe du Sénégal, Bamba Dieng remporte la Coupe d'Afrique des nations en 2021.

### Distinctions individuelles
- Trophée UNFP du plus beau but de Ligue 1 de la saison 2021-2022[29].
- Meilleur buteur de première division sénégalaise lors de la saison 2019-2020[5] interrompue par le Covid-19, en marquant douze buts en quatorze matchs[3].
- Pépite de la saison en Ligue 1 en 2021/2022
- Pépite du mois de Ligue 1 en septembre 2021

## Décoration
- Officier de l'Ordre national du Lion du Sénégal (2022)[30]